# 黒木博司
黒木 博司（くろき ひろし、1921年（大正10年）9月11日 - 1944年（昭和19年）9月7日）は、日本の海軍軍人。海軍機関学校51期。太平洋戦争の末期、仁科関夫中尉とともに人間魚雷「回天」を創案し、自らも搭乗して訓練中の事故で殉職した。最終階級は海軍少佐。

## 来歴

### 開戦まで
1921年（大正10年）9月11日に岐阜県益田郡下呂村（現・下呂市）で生まれる。幼少より成績優秀・努力家で、黒木家は尊皇の志が篤く、黒木の父親は町医師として近隣の貧しい農民の医療に大きく貢献していた。母親も「百人の人に笑われても一人の正しい人に誉められるよう、百人の人に誉められても一人の正しい人に笑われないよう」と教えた。旧制岐阜中学校を卒業後、1938年（昭和13年）12月1日に海軍機関学校（51期）へ入学する。機関学校生3年時だった1940年（昭和15年）8月中旬に東京帝国大学で国史学の教授だった平泉澄に出会い、深く傾倒した。
仏印進駐で日本と連合国との関係が悪化すると、武力衝突を予期した黒木は妹への手紙で「三年以内に日米戦がおき、日露戦争以上の多くの真の決死隊が必要だろう。自分は広瀬中佐をモットーにして殉じる覚悟だ」と決意を語った。
1941年(昭和16年)11月15日、海軍機関学校を卒業する。同15日付で海軍機関少尉候補生となり、当時旧式だった扶桑型戦艦「山城」乗組を命じられる。ただちに瀬戸内海所在の「山城」に着任し、同年12月8日に太平洋戦争の開戦を迎える。黒木は分隊士として70名余の部下を率いることになり、当時の山城機関長は「何事でも部下の先頭に立ち、部下にやらす事は自分でもやりとおしていた」と回想している。

### 回天誕生

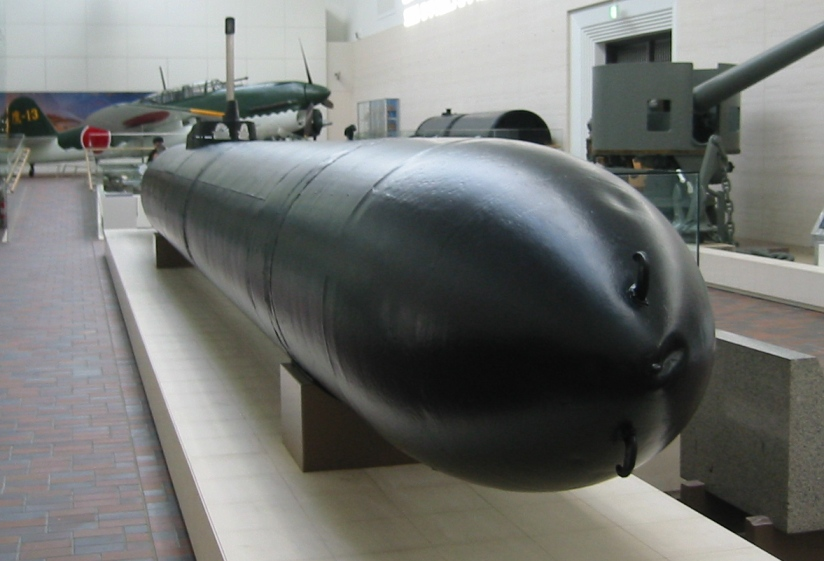
黒木が仁科と共に創案した「回天」

1942年（昭和17年）5月下旬から6月上旬のミッドウェー作戦に、黒木の乗艦する「山城」は、連合艦隊司令長官山本五十六大将と第一艦隊司令長官高須四郎中将が率いる力部隊(戦艦部隊)として内地を出撃した。
ミッドウェー島に向け航行中の6月1日付で黒木は海軍機関少尉に任官し、引き続き「山城」乗組を命じられた。6月5日のミッドウェー海戦で、日本海軍は主力空母4隻を喪失する。「山城」は全く戦局に寄与できず、燃料を消費しただけで呉に引き揚げた。大艦巨砲主義に完全に見切りをつけた黒木は、潜水艦勤務を熱望するようになった。
7月15日、山城乗組を免ぜられ、呉鎮守府付となる。山城機関科分隊の部下は、黒木との別離を惜しんで涙で見送ったという。黒木は海軍潜水学校の普通科学生として採用された。真珠湾攻撃の特殊潜航艇による片道攻撃(九軍神)に感銘を受けていた黒木は、甲標的搭乗員を熱望して血書を送り、配置転換を実現した。
同年12月に特殊潜航艇「甲標的」講習員(第6期)となる。倉橋島の特潜訓練基地(P基)で訓練や、甲標的の改良に励んだ。1943年(昭和18年)4月1日から翌19年3月末まで、黒木は自らの血液で「鉄石心」という日記を書いた。同年10月、黒木は仁科関夫中尉(海兵71期)と同室となる。二人は「魚雷を人間が操縦し、敵艦への命中率を高くする」という、後の「回天」の原型となる人間魚雷を発案した。
同時期、甲標的母艦であった特殊艦「千代田」は軽空母に改造され、もう1隻の甲標的母艦「日進」は同年7月下旬にソロモン諸島で沈没、甲標的が活躍できる場面は限定されつつあった。
11月末、黒木は私淑する平泉の下を訪問し「艦政本部へ重大進言の為割腹する」と別れを告げたが、説得により思い留まった。引き続き黒木や仁科は必死兵器開発を嘆願するが、同年12月28日に永野修身軍令部総長から「それはいかん」と却下された。
なお黒木は海軍上層部や指導層に対して批判的で「中央の怠慢は国賊というの外なし」と言い切っている。
また人間魚雷だけで戦局を変えられるとは考えておらず、海軍全体に特攻精神を徹底するほか勝ち目はないとしていた。
当時の日本海軍は、ブーゲンビル島の戦いやマーシャル諸島失陥によって、連合軍に圧倒されつつあった。特に1944年(昭和19年)2月17日と18日のトラック島空襲で、航空機と輸送船に壊滅的打撃を受けた。2月26日、遂に中央は海軍工廠魚雷実験部に対して黒木・仁科両者が考案した人間魚雷の試作を命じたが、同時に「乗員の脱出装置が無いのでは(兵器として)採用しない」との条件が付された。それでも黒木・仁科両者はその条件を受け入れたことで試作は続行され、同年4月には試作された人間魚雷に「○6（マルロク）」の仮名称が付き、艦政本部では担当主務部を定めて特殊緊急実験が開始された。
同年6月、「急務所見」と題する血書の意見書を作成し、海軍上層部に提出した。
こうして同年7月に試作機が完成し、即刻大入島発射場で試験が行われたが、条件として付いた「乗員の脱出装置」が未完成だった為に装備されなかった外、試験終了後に兵器として採用する為に新たな問題点が幾つか挙がったが、これらの課題は結局終戦まで未解決のまま、則ち発進すれば生還不可能・必死必殺の特攻兵器となった。
同年7月10日、日本海軍は特殊潜航艇と人間魚雷(回天)の訓練研究・乗員養成を目的とする「第一特別基地隊」を新編した（司令官長井満少将）。黒木、仁科、両名とも第一特別基地隊に配属された。
同年8月1日、米内光政海軍大臣によって正式に日本軍の兵器として採用され、黒木・仁科両者の考案は最終的に認められた事となった。
1944年(昭和19年)8月15日、大森仙太郎特攻部長は「この兵器(回天)を使用するべきか否かを、判断する時期だ」と発言、明治維新の船名からこの兵器を「回天」と命名した。そして同年9月1日、山口県大津島に黒木・仁科と板倉光馬少佐が中心となって「回天」基地が開設され、全国から志願で集まった搭乗員で9月5日から本格的な訓練が開始された。

### 殉職～没後
黒木・仁科両者が苦心の末に兵器としての採用を認めさせた「回天」を使用し、1944年（昭和19年）9月5日より本格的な訓練が開始された。翌9月6日朝は爽やかな秋晴れだったが、午前10時頃から白波が立ちはじめた。上別府宣紀大尉（海兵70期）と仁科関夫中尉（海兵71期）が同乗訓練をおこなった時には、波が高くなった。午後になると天候は悪化し、海面がうねり出した。同乗訓練から戻った仁科は、これから訓練を開始しようとしていた黒木に「湾外の波が高いから訓練は中止したほうが良い」と進言した。基地指揮官の板倉光馬少佐も訓練中止を決定した。しかし黒木と樋口孝大尉（海兵70期）は訓練再開を熱望した。黒木は「これくらいの波で（回天が）使えないなら、実戦では役に立たない」と主張し、板倉は折れた。同日17時40分、黒木と樋口は訓練用回天に同乗して防波堤の外に出た。樋口が操縦する「回天」は蛇島へ向けて針路を取るが、成果確認と危険防止のため同航していた内火艇や魚雷艇は訓練用回天を見失った。板倉達は民間漁船にも捜索協力を依頼して捜索を開始したが、悪天候のため救助作業は難航した。9月7日午前9時、捜索隊は海底につきささった訓練用回天を発見し、黒木・樋口両者は遺体となって発見された。享年22。23歳の誕生日を迎える4日前だった。
訓練開始直後の殉職事故だったが訓練部隊の士気は全く衰えず、翌8日朝には訓練再開の声があがった。仁科は黒木の遺志を受け継ぎ、自身の出撃（1944年11月8日、玄作戦・菊水隊）直前まで「回天」の試作段階で浮き彫りになった様々な問題を中心に改良・研究に熱心に取り組んでいた。1964年（昭和39年）、黒木の出身地である岐阜県下呂市の信貴山山頂に楠公社が創建され、黒木など「回天」で出撃して殉職した138柱が合祀されている。黒木の墓は、岐阜県下呂市の温泉寺にある。

## 事故の原因

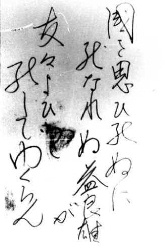
辞世の歌

1944年（昭和19年）9月6日午後6時過ぎに発生した事故の原因は、時化によって訓練用回天「一号的」が波に叩かれ、急激なダウンによって水深20mの海底の泥に突き刺さり、救助までの間に艇内の酸素がもたず、酸欠によって殉職したと思われる。
普段穏やかな瀬戸内海にもかかわらず、9月6日の瀬戸内海は波と風があり、午後になって天候が悪化した。板倉や同僚の仁科の反対に対して、黒木は「天候が悪いからといって（敵は侵攻を）待ってくれないぞ」と訓練開始を主張し、同乗した樋口も訓練の開始を請願、襲撃訓練が行われた。深度計5ｍで水中航行を試みたが、悪天候のため水深2ｍでの航行となった。ところが訓練用回天は自動的に調整された深度5ｍに潜ろうとしたため前のめりとなり、不安定な状態で航行を続けた。危険を感じた黒木は浮上を命じたが、波に叩かれて急激なダウンにより黒髪島沖の海底の泥に突っ込んでしまう（浮上を命じたが俯角7度、深度計18ｍで固着）。同一コースの海上を走っていた2隻の魚雷艇は、一隻が折り返し地点で波を被って機関部に浸水して航行不能に、もう一隻は波が荒く、海底に「一号的」が突き刺さったときに出来る気泡を見つけられずに通過してしまった。遭難が判明したあと、捜索隊はたびたび海底の訓練用回天の直上を通過し、艇内の黒木と樋口も気泡を出したりスパナで叩いて自己の位置を知らせた。だが悪天候により、捜索隊は海底の訓練用回天を見落としてしまった。艇内の二人は自力脱出を試みたが、水圧でハッチを開放できなかった。
黒木と樋口は翌7日朝に発見されたが、約10時間艇内に閉じこめられたことによる酸欠で死亡していた。死亡推定時刻は、9月7日午前6時頃だった。艇内に残された10時間の間に、「第六潜水艇」の佐久間勉艇長にならって泰然として報告書（19-9-6　回天第1号海底突入事故報告）と遺書をしたためている（以下の記述は要約、原文は注釈に別記）。

### 事故状況
この訓練用回天が見つかったのは午前9時過ぎだった。

## 黒木博司に関する書籍
- 「ああ黒木少佐」松平永芳 - 私家版、1960年
- 「ああ黒木少佐」井星英 - 私家版、1960年
- 「慕楠記」（慕楠黒木博司の記録）平泉澄 - 岐阜県教育懇話会、1975年
- 「ああ黒木博司少佐」吉岡勲 - 教育出版文化協会、1979年
- 「続・あゝ伊号潜水艦」板倉光馬 - 光人社NF文庫、1980年
- 「回天菊水隊の四人 - 海軍中尉仁科関夫の生涯」前田昌宏 - 光人社NF文庫、1989年
- 「特攻の島」 - 佐藤秀峰、2004年
- 「海の特攻 「回天」」-宮本雅史、2008年
- 「海軍少佐黒木博司遺文集」日本学協会・回天楠公社奉賛会、令和2年11月